# A dime a dance
A dime a dance is een single van Patricia Paay uit 1981. Het nummer schreef ze samen met John van Katwijk. Op de B-kant staat het nummer Out in the city. Dit werk komt uit haar discoperiode en komt ook voor op haar album Playmate. De meeste liedjes hierop zijn geschreven door dit tweetal. De single en het album werden geproduceerd door Pim Koopman.
De single kwam in een succesvolle periode. Het was de opvolger van Saturday nights waarmee ze in Nederland en België in de hitlijsten stond. Desondanks wist deze single na een notering in de Tip 30 niet door te breken tot de Nationale Hitparade of de Nederlandse Top 40. Ook de opvolger was geen succes: Je bent niet hip, een heruitgave van haar hit uit 1967.
'Dime a dance girls'  waren aan het begin van de 20e eeuw danseressen in bijvoorbeeld San Francisco die dansten wanneer iemand uit het publiek daarvoor wilde betalen.